# 拉德斯多夫巴格湖

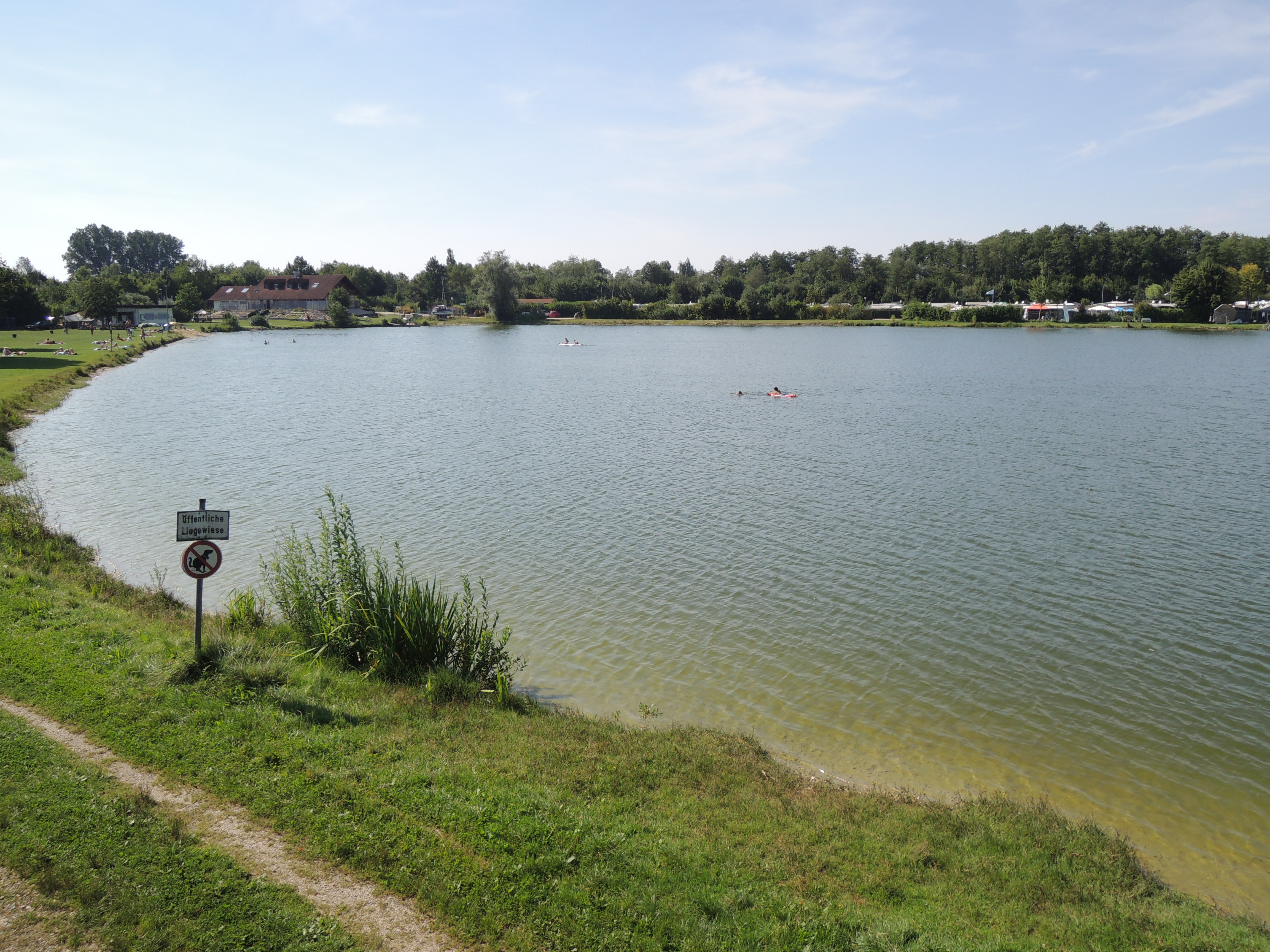

48°30′30.51″N 11°9′35.56″E / 48.5084750°N 11.1598778°E
拉德斯多夫巴格湖（德語：Radersdorfer Baggersee），是德國的湖泊，位於該國東南部，由巴伐利亞負責管轄，處於施瓦本行政區，長0.4公里、寬0.2公里，面積0.05平方公里，海拔高度447米，湖水主要來自地下水和降雨。